# 粟米樓
粟米樓是香港獨有的現象，自1980年代開始，屋宇署豁免住宅窗台計算進建築面積的總額，發展商為了賺取最大的利潤，普遍都會在住宅樓宇興建窗台或露台。由於整棟樓宇既高又直，配合粒粒凸出來的窗台，遠看就似粟米一般。

## 圖片

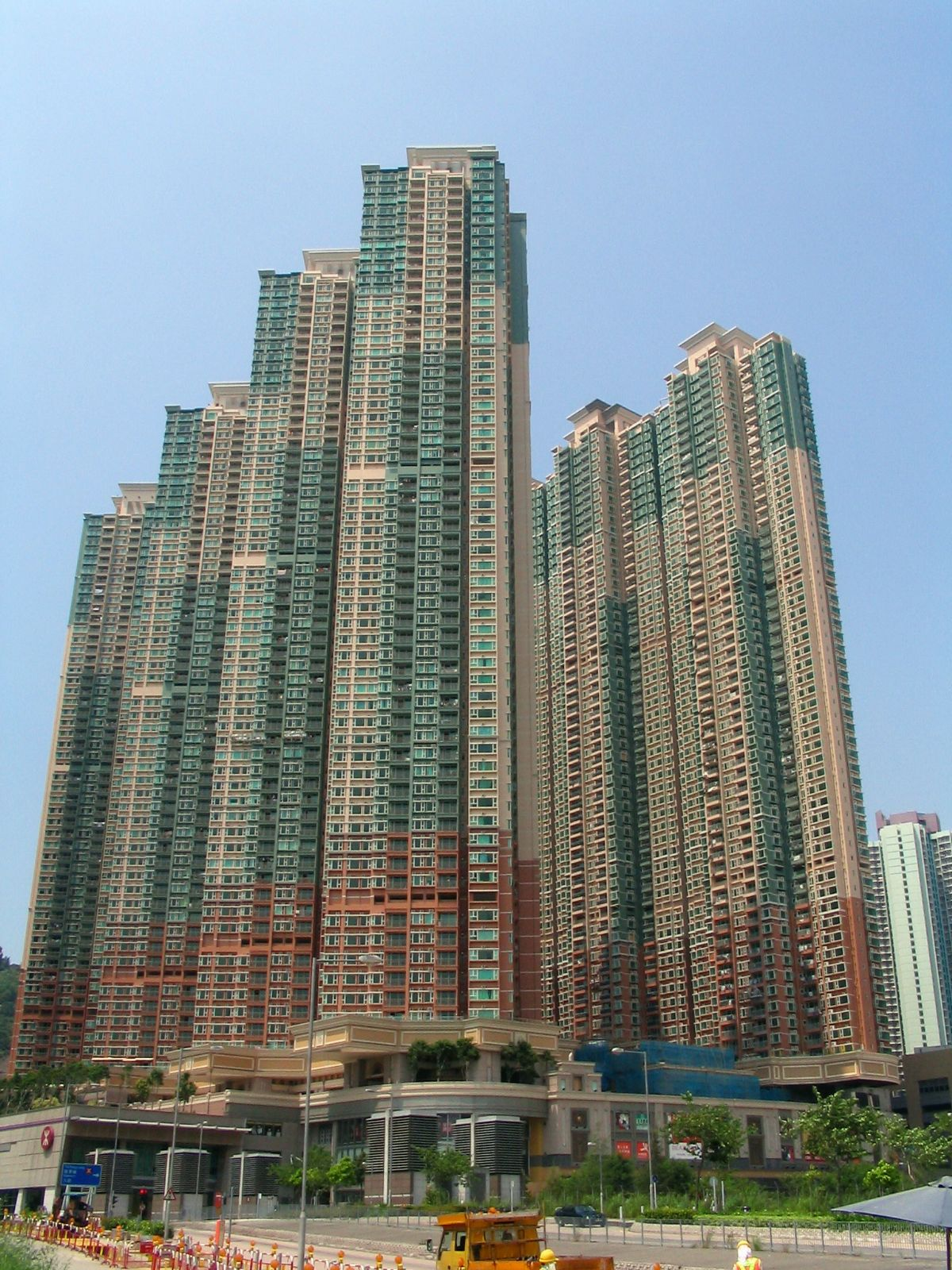
都會駅
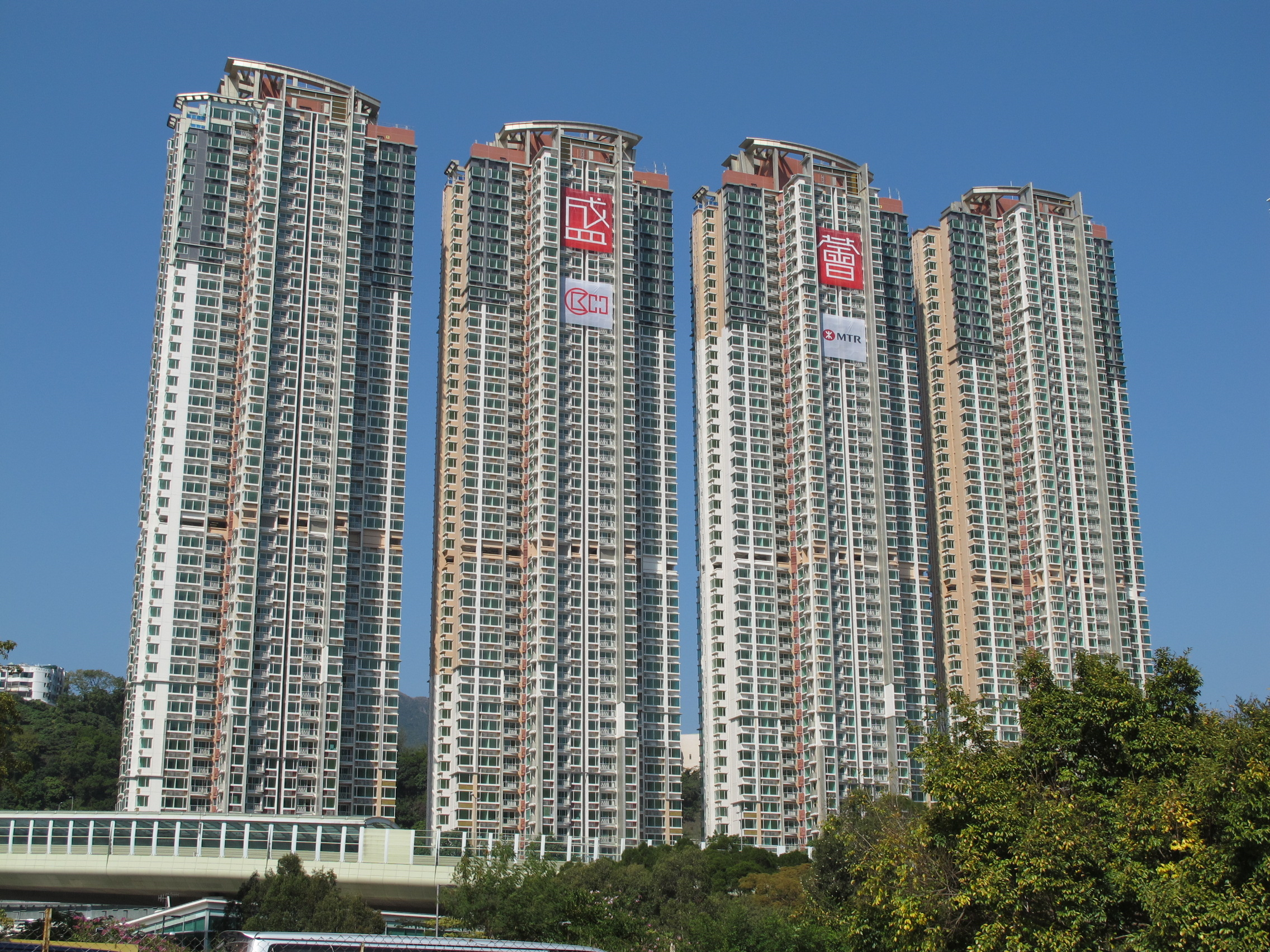
名城第二期 (盛薈)
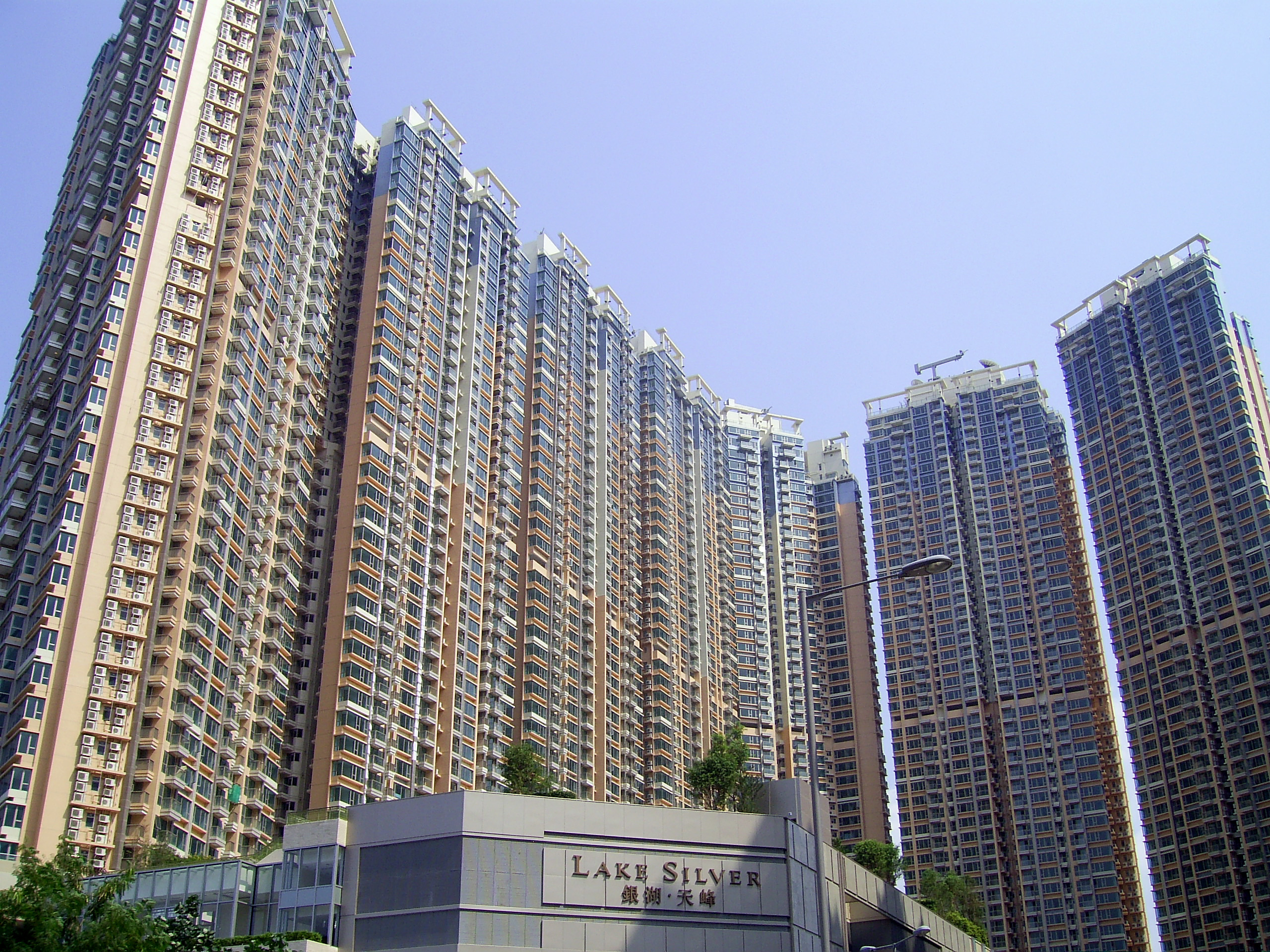
銀湖天峰

## 另見
- 發水樓